# ランツフート - アイゼンシュタイン線
ランツフート - アイゼンシュタイン線（ドイツ語: Bahnstrecke Landshut–Bayerisch Eisenstein）はドイツ連邦共和国バイエルン州ランツフートとドイツ・チェコの国境駅であるバイエルン・アイゼンシュタイン＝ジェレズーナ・ルダ・アルジビェティーン駅を結ぶ単線鉄道である。中間経由地はランダウ、プラットリング、デゲンドルフ、レーゲンであり、特にプラットリング - バイエルン・アイゼンシュタイン区間はバイエルン森鉄道（Bayerischer Waldbahn）と呼ばれている。ランツフート - プラットリング区間は電化されて、ミュンヘンとパッサウを結ぶ経路として用いられる。

## 沿線概況
ランツフート - プラットリング間はイーザル川北側の谷底地帯を一直線に貫通して、鉄道橋は中間にない。列車がランツフート駅を出発するとミュンヘン - レーゲンスブルク線がすぐに分岐する。この路線は少し北に一直線に。BMW工場の所在地ディンゴルフィングを経ってランダウに至る。列車は続いて北側に方向を転換してヴァラースドルフに向かう。プラットリング駅の寸前にパッサウ - オーバートラウビング線がこの路線と合流して、列車はプラットリング駅に到着する。
パッサウ方面の鉄道線は再び分岐して、この路線は東北の方に伸びる。列車はこの路線と並行する自動車道A92と自動車道A3の交差点とドナウ川鉄道橋を通過する。デゲンドルフ - ゴッテスツェル間は二つのトンネルと二つのループ線で構成されて、最大傾斜率は12.5 ‰である。ゴッテスツェルではフィールド方面の線路が分岐して、列車は東の方に向かう。レーゲン市街地の西側に国道B85と黒レーゲン川がこの路線に接近する。列車はレーゲン駅からツヴィーゼル駅まで黒レーゲン川と平行に走行する。ツヴィーゼル駅の寸前にツヴィーゼル - グラーフェナウ線とボーデンマイス - ツヴィーゼル線はこの路線と合流する。列車はジェズナ川と国道B11に沿って北の方にあるアイゼンシュタインに向かう。国境駅ではジェレズナー・ルダ - プルゼニ線がこの路線を継承する。

## 歴史

### バイエルン東部鉄道および王立バイエルン鉄道
1866年3月にデゲンドルフ・プラットリング鉄道株式会社（Deggendorf-Plattlinger Eisenbahn AG）がプラットリングとデゲンドルフの対岸フィシャードルフを結ぶ盲腸線を開通した。バイエルン政府はバイエルン森の経済振興のためにデゲンドルフから国境線までの鉄道建設計画を1867年から検討した。バイエルン東部鉄道株式会社（Bayerische Ostbahnen）は1869年8月3日にランダウ-カーム間鉄道敷設権を獲得した。バイエルン森地域の参議院議員と企業家の発案で東部鉄道はランダウ - アイゼンシュタイン間の鉄道敷設権を1872年に獲得して、既存建設許可の期限は切れることとなった。新設区間はドナウ川から森に向かって上り坂となっていくつかの橋梁を含めて、入念な建設が必要であった。主任技術者はデゲンドルフ-ゴッテスツェル間に関する二つの路線経路を検討して、人為的に路線距離を長くして傾斜度を12.5‰に調整する方案を採択した。
1873年3月30日、バイエルン王国とオーストリア・ハンガリー帝国はランダウ - ピルゼン（現在プルゼニ）間の鉄道建設に関する条約を締結した。国境駅の駅舎・施設物配置と運営方法は第12条 - 第19条の条文で規定されて、第13条にはオーストリア側とバイエルン側の駅施設共同管理が明示された。
1874年建設工事が開始されて、プラットリング駅は西へ移転し改築された。1875年5月に東部鉄道は国有化されて、1876年1月1日に王立バイエルン国鉄と併合された。1875年10月15日にピルスティング - プラットリング間がミュールドルフ - ピルスティング間とともに開通されて、運営主体は国鉄であった。1877年9月16日にこの路線はルトヴィヒスタールまで延長された。同年11月15日にルトヴィヒスタール-アイゼンシュタイン間はデフェルニック鉄道橋の完工後開通された。一方、オーストリア帝国側にノイエルン（現在ニールスコ）- アイゼンシュタイン間は1877年10月20日に完工した。アイゼンシュタイン駅舎は1878年完工して、転車台はバイエルン側に設置された。
ランツフート - ピルスティング間は1880年5月15日に完工して、ミュンヘン - ピルゼン間の列車運行は一応可能となった。しかし特急列車はこの路線ではなくて、むしろレーゲンスブルクとシュヴァンドルフ - フルト線を経てプラハ方面に通行した。デゲンドルフ＝プラットリング鉄道の路線はこの路線と連結できなかったので廃止された。また、バイエルン森の区間では複線改修も急勾配と急なループ線のため実行されなかった。ピルスティング - プラットリング間は1901年から1906年まで複線で改修された。

### ドイツ連邦鉄道
1953年に鉄のカーテンの影響により柵がバイエルン・アイゼンシュタイン / ジェレズナー・ルダ駅舎から線路を横断して設置された。ツヴィーゼル - アイゼンシュタイン区間は、少ない通行量と悪化した施設のため、廃線の恐れがあった。
ランツフート - プラットリング区間に電車線が1976年5月25日に備えられた。主な目的はミュンヘン - パッサウ間列車の機関車をランツフートとプラットリングで交換せず通行させることであった。総工事費はおよそ1300万マルクであった。
1991年6月2日にバイエルン・アイゼンシュタイン駅が再び開放されて、入換の場合、両国の車両は国境線と無関係に施設の接近可能となった。

### ドイツ鉄道
2003年12月14日に列車交換設備が設置されたグラプリング信号場が開業された。また、ウーリヒベルクとレーゲンの信号扱い所が廃止された。2008年3月以降新しいドナウ川鉄道橋がおよそ15 m上流の方に建設されて、2000 mの線路が移設された。新鉄道橋はトラス構造で、2010年6月28日に完工した。
2013年8月にデゲンドルフ-ツヴィンガー間がレールの欠陥と測定誤差のため、20日間封鎖された。ゴットテスツェル-バイエルン・アイゼンシュタイン間に四つの橋梁が改修されて、列車通行は2015年3月30日より一時的に中止された。天気条件が不利で改修工事は16週間続いて工事費は500万ユーロに至った。他の橋梁は、フェレンレヒェン鉄道橋を除いて、わずかなほどに改修されて、いずれ本格的な改修が必要である。2016年8月にランツフート - プラットリング区間改修は「ドイツ連邦交通計画2030」の部分として内閣で決定された。

## 運行形態
- 快速列車 (RE 3) : ミュンヘン - フライジング - ランツフート - ヴェルト - ディンゴルフィング - ランダウ - ヴァラースドルフ - プラットリング - パッサウ。60分ごと。使用車両はDB440形電車あるいは146形電気機関車と二階建客車のプッシュプル列車。
- 普通列車 (RB 35) : プラットリング - パンコーフェン - デゲンドルフ - グラフリング・アルツティング - ゴッテスツェル - トリーフェンリート - レーゲン - ベットマンゼーゲ - ツヴィーゼル - ルトヴィヒスタール - バイエルン・アイゼンシュタイン。60分ごと。

貨物輸送部門ではBMWディンゴルフィング工場の輸送量は最大であり、ヴァラースドルフのBMW物流センターの連結線も重要な貨物列車通路である。